# Charles Tate Regan
Pour les articles homonymes, voir Regan.
Charles Tate Regan est un ichtyologiste britannique, né le 1er février 1878 à Sherborne dans le Dorset et mort le 13 janvier 1943.

## Biographie
Diplômé de l'université de Cambridge, il rejoint le British Museum en 1901. Il prendre la direction de la zoologie, à la suite de George Albert Boulenger (1858-1937), et dirigera cette institution entre 1927 et 1938. Regan est devenu membre de la Royal Society le 3 mai 1917.
Il travaille principalement sur la systématique des poissons et est l'auteur de nombreuses nouvelles espèces.
En son honneur, de nombreuses espèces lui ont été dédiées : 
- Anadoras regani
- Apistogramma regani
- Apogon regani
- Astroblepus regani
- Callionymus regani
- Cetostoma regani
- Crenicichla regani
- Diaphus regani
- Engyprosopon regani
- Gambusia regani
- Hemipsilichthys regani
- Holohalaelurus regani
- Hoplichthys regani
- Hypostomus regani
- Julidochromis regani
- Lycozoarces regani
- Neosalanx regani
- Symphurus regani
- Trichomycterus regani
- Tylochromis regani
- Vieja regani
- Zebrias regani